# Равна-Гора (Варненская область)
Равна-Гора (болг. Равна гора) — село в Болгарии. Находится в Варненской области, входит в общину Аврен. Население составляет 230 человек.

## Политическая ситуация
В местном кметстве Равна-Гора, в состав которого входит Равна-Гора, должность кмета (старосты) исполняет Тодорка  Янева Кирова (коалиция в составе 2 партий: Национальное движение «Симеон Второй» (НДСВ), Болгарская социал-демократия (БСД)) по результатам выборов правления кметства.
Кмет (мэр) общины Аврен — Красимир Христов Тодоров (коалиция в составе 2 партий: Национальное движение «Симеон Второй» (НДСВ), Болгарская социал-демократия (БСД)) по результатам выборов в правление общины.